# 吉井瑞穂
吉井 瑞穂（よしい みずほ、1973年 - ）は、日本のオーボエ奏者。

## 略歴
神奈川県鎌倉市出身。5歳でピアノを始め、14歳で井口博之に師事する。清泉女学院中学高等学校卒業。東京藝術大学入学後、ドイツ連邦共和国へ渡り、カールスルーエ音楽大学を首席で卒業。在学中はトーマス・インデアミューレに師事し、第66回日本音楽コンクールで優勝および特別賞を受賞した。日本音楽コンクール優勝のほか、グレートブリテン及び北アイルランド連合王国バルビローリ国際コンクール、日本管打楽器コンクールで入賞。クラウディオ・アバドに認められ、2000年からマーラー室内管弦楽団首席オーボエ奏者として、ヨーロッパを中心に演奏活動を行う。クラウディオ・アバドをはじめ（共演200回以上）、ギュンター・ヴァント、ニコラウス・アーノンクール、ピエール・ブーレーズ、ダニエル・ハーディングといった巨匠の指揮で演奏を重ね、ヨーロッパの主要オーケストラ、アンサンブルから頻繁に客演首席奏者として招かれている。2007年のザルツブルク音楽祭では、フィッシャーの「オーボエ協奏曲」でソロデビューを果たした。2017年3月、ドイツからイギリス人の夫と息子を連れて帰国し、鎌倉を拠点とする。鎌倉ではコンサートシリーズ「レゾナンス『鎌倉の響き』」を主催している。
ソロや室内楽でも精力的な活動を展開し、テツラフ・カルテット、レイフ・オヴェ・アンスネス、マーティン・フロストらと共演する、甘美な音色と豊かな音楽性で世界の聴衆を魅了する国際派オーボエ奏者である。アメリカ合衆国ニューヨーク州ニューヨーク市マンハッタン区のマンハッタン音楽学校、グレートブリテン及び北アイルランド連合王国、スペイン王国、ドイツ連邦共和国、コロンビア共和国、ベネズエラ・ボリバル共和国などでマスタークラス教授として招かれ、後進の指導にあたっている。東京藝術大学准教授、ルツェルン祝祭管弦楽団設立メンバー。

## 受賞歴
- 1995年:英ワイト島国際オーボエコンクール入賞
- 1996年:第3回日本管打楽器コンクール入賞
- 1997年:第66回日本音楽コンクール優勝、特別賞
- 2019年:第49回JXTG音楽 洋楽部門 奨励賞

## テレビ出演
- 恋するクラシック（2018年5月6日、BS日テレ）- 「マエストロさんいらっしゃい♪」コーナー
- おんがく交差点（2019年6月29日、BSジャパン）- 「葦の歌声が響き渡る！美しきオーボエ!!吉井瑞穂」